# Kijk (1944-1945)
Kijk was een tijdschrift met veel zwart-witfoto's, dat in 1944, na de bevrijding van Zuid-Nederland en Nederlandstalig België tot eind 1945, door de  Amerikaanse Ministerie van Voorlichting Amerika tweewekelijks in Nederland en België werd verspreid, in afwachting van de terugkeer van de Nederlandse pers. Op de voorpagina van het eerste nummer stond:

Het eenig doel van KIJK is in de Lage landen gedurende hun bevrijding en totdat hun bladen zelf in vrijheid kunnen verschijnen, het heden in woord en beeld te vertolken.

De eerste nummers kostten 20 cent, na enige tijd werd dit verhoogd tot 30 cent. Het dubbeldikke laatste nummer, het "Souvenir Bevrijdingsnummer Speciale uitgave", kostte 60 cent. De afleveringen waren niet gedateerd, wel genummerd 1 tot 29. 